# Telekolleg
Das Telekolleg ist ein Angebot der Erwachsenenbildung, das in mehreren deutschen Ländern seit 1967 den Erwerb der mittleren Reife oder der Fachhochschulreife ermöglicht. Träger und federführend für dieses Bildungsangebot sind der Bayerische Rundfunk (BR) und die Bildungs- und Kultusministerien von Bayern und Brandenburg. Es handelt sich dabei um ein berufsbegleitendes Bildungssystem, bestehend aus Fernsehsendungen, schriftlichem Studienmaterial und regelmäßigen Unterrichtsveranstaltungen, ausgerichtet auf junge Erwachsene, die sich durch die Kombination aus Selbststudium und Präsenzunterricht höher qualifizieren können.

## Geschichte

### Start 1967 (TK I) bzw. 1972 (TK II)
Das Telekolleg I wurde am 2. Januar 1967 zunächst nur in Bayern im Rahmen des BR-„Studienprogramms“ gestartet und bot die Möglichkeit, die mittlere Reife zu erwerben. Es umfasste anfangs insgesamt 455 Fernsehsendungen; Grundfächer waren Deutsch, Englisch, Geschichte, Mathematik und Physik; Zusatzfächer: Biologie, Technisches Zeichnen, Wirtschaftsgeographie, Volks- und Betriebswirtschaft, Elektrotechnik, Sozialkunde, Chemie, Technische Chemie und Betriebliches Rechnungswesen. Ab 1969 beteiligten sich auch die Länder Baden-Württemberg, Rheinland-Pfalz und das Saarland (mit S3), ab 1976 Nordrhein-Westfalen (mit WDF). Aufgrund nachlassender Nachfrage wurde das Telekolleg I 1984 eingestellt. Bis dahin hatten rund 22.000 Personen über das Telekolleg die mittlere Reife erworben.
1972 begann das Telekolleg II, das in den Ländern Bayern, Baden-Württemberg, Rheinland-Pfalz und dem Saarland in zwei Jahren zur Fachhochschulreife führte, anfangs ergänzt durch das Telekolleg für Erzieher mit dem Abschluss des staatlich anerkannten Erziehers in Bayern. Das Telekolleg II umfasste in der Anfangsphase 325 Fernsehsendungen, wovon 169 vom BR, 104 vom SWF und 52 vom WDR produziert wurden; der Schwerpunkt des Telekollegs für Erzieher lag im Hörfunk. Zunächst gab es nur zwei Lehrgänge (1972/74 und 1974/76); der erste Lehrgang hatte insgesamt über 2.000 Absolventen (ca. 1.500 im Telekolleg II Südwest, 443 im bayerischen Telekolleg II und 556 Erzieher). Ab der Neuaufnahme des Telekollegs II 1980 beteiligte sich auch Nordrhein-Westfalen (zuvor nur Ausstrahlung einzelner Teile im Schulfernsehen) und ab 1992 Brandenburg. Um die Jahrtausendwende verließen Baden-Württemberg, Nordrhein-Westfalen und das Saarland den Verbund, 2014 auch Rheinland-Pfalz.
Am 18. September 1981 beschloss die Kultusministerkonferenz, dass die Abschlüsse des Telekollegs bundesweit anerkannt werden. Anfangs verband die Politik mit dem Telekolleg das Ziel, mehr Bildung für die ländliche Bevölkerung zu bieten. Auch Hausfrauen waren eine Zielgruppe. Alternativ zu einer abgeschlossenen Berufsausbildung als Voraussetzung für die Teilnahme wird bis heute auch zum Telekolleg zugelassen, wer vier Jahre einen Familienhaushalt geführt hat.

### Neue Struktur ab 2002
2002 wurde das Telekolleg II abgelöst durch das Telekolleg MultiMedial, das nach dem Ausscheiden von Rheinland-Pfalz 2014 von den Kultusministerien von Bayern und Brandenburg zusammen mit dem Bayerischen Rundfunk veranstaltet wird und in etwas mehr als 16 Monaten zur Fachhochschulreife bzw. in Bayern in 6 Monaten auch zur mittleren Reife ausbildet.
Bis zu seinem 40. Jubiläum Anfang 2007 hatte das Telekolleg insgesamt ca. 150.000 Teilnehmer, von denen ca. 60.000 die mittlere oder die Fachhochschulreife erworben haben; zehn Jahre später waren es mehr als 65.000 Absolventen.

### Rahmenbedingungen
Ein Lehrgang geht über vier Trimester und dauert einschließlich der Abschlussprüfungen 20 Monate und mit dem empfohlenen Vorkurs 24 Monate. Möglich ist auch das sogenannte Splitting, dabei wird die Fachhochschulreife nach zwei Lehrgängen erworben. Voraussetzung für die Teilnahme ist unter anderem eine abgeschlossene Berufsausbildung oder eine mindestens vierjährige einschlägige Berufstätigkeit. Das selbstständige Führen eines Familienhaushaltes wird ebenfalls anerkannt.
Das Telekolleg wird abhängig von der ausgeübten beruflichen Tätigkeit in den Fachrichtungen Technik, Wirtschaft und Sozialwesen angeboten. Auch die Teilnahme an einzelnen Fächern zur Weiterbildung ist möglich. Die Vermittlung der Lerninhalte erfolgt über Lehrbücher (ursprünglich der TR-Verlagsunion), begleitende Fernsehsendungen, Webseiten und Kollegtage, die üblicherweise an 56 Samstagvormittagen in zwei Jahren (incl. Vorkurs) stattfinden.
Der Vorkurs beinhaltet die Fächer Deutsch, Mathematik und Englisch. Interessenten am Lehrgang „Mittlere Reife“ in Bayern müssen diesen Vorkurs absolvieren.
Eine Einzelbelegung ausschließlich des Vorkurses ist nicht möglich. Den Vorkurs gibt es nur in Kombination mit der Fachhochschulreife und Mittleren Reife. Siehe auch den unteren Abschnitt Grundkurse.
Lagen die Kosten anfangs im Jahre 1967 noch bei 25 DM (entspricht heute ungefähr 58 EUR), liegen sie 2024 für die Lehrwerke zur mittleren Reife bei etwa 170 Euro, für die Lehrwerke zur Fachhochschulreife bei etwa 350 Euro (Anmelde- oder Lehrgangsgebühren werden nicht erhoben).

### Ausstrahlungshinweise
Die Telekollegsendungen werden in ARD alpha, dem Bildungskanal des Bayerischen Rundfunks, ausgestrahlt. Im November 2024 startete der 23. Lehrgang des Telekollegs. Die Lehrgänge werden online begleitet.

## Kollegtagschulen
| Oberbayern    | Altötting     | Bad Tölz    | Freilassing |
| Oberbayern    | Freising      | Ingolstadt  | München     |
| Oberbayern    | Rosenheim     |             |             |
| Niederbayern  | Landshut      | Passau      |             |
| Oberpfalz     | Amberg        | Regensburg  | Weiden      |
| Oberfranken   | Bamberg       | Bayreuth    | Hof         |
| Mittelfranken | Ansbach       | Nürnberg    |             |
| Unterfranken  | Aschaffenburg | Schweinfurt | Würzburg    |
| Schwaben      | Augsburg      | Donauwörth  | Neu-Ulm     |

| Brandenburg | Oranienburg | Königs Wusterhausen |

## Fernsehlehrgänge
Zeitraum 2022–2024

### Geistes-/gesellschaftswissenschaftlich
- Deutsch (insgesamt 39 Folgen, mit Volker Matthies,[21] BR 2001)

- Sprachkompetenz (13)

1. Rhetorik – die Kunst der Rede; 2. Das Referat; 3. Die Diskussion; 4. Das Vorstellungsgespräch; 5. Nachricht, Reportage und Feature; 6. Kommentar, Leitartikel und Glosse; 7. Rezension und Kritik; 8. Die Sprache der Werbung; 9. Protokoll und Gesprächsnotiz; 10. Die Textanalyse; 11. Erörterung: Argumente sammeln und ordnen; 12. Textanalyse und Erörterung – Eine Meinung vertreten; 13. Wiederholung und Zusammenfassung
- Literatur (13)

1. Was ist Literatur? 2. Erzählformen des zeitgenössischen Romans; 3. Der Roman im 20. Jahrhundert; 4. Epische Kurzformen; 5. Drama: Die Klassik; 6. Drama: Das epische Theater; 7. Drama: Das zeitgenössische Theater; 8. Einführung in die Lyrikanalyse; 9. Lyrik heute; 10. Textanalyse am Beispiel Epik; 11. Textanalyse am Beispiel Drama; 12. Kreatives Schreiben; 13. Faszination Literatur
- Medienkompetenz (13)

1. Mediengeschichte; 2. Printmedien – Nutzung und Informationsgewinn; 3. Hörfunk und Fernsehen; 4. Internet – Nutzung und Informationsgewinn; 5. Analyse journalistischer Darstellungsformen; 6. Objektivität, Subjektivität und Wahrheitsgehalt; 7. Verfälschung, Manipulation und Klischees; 8. Propaganda und journalistische Ethik; 9. Mediendesign; 10. Wirkungen und Probleme der Mediennutzung; 11. Medien verändern die Gesellschaft; 12. Orientierung in der Medienwelt; 13. Zusammenfassung – Medienkompetenz
- Geschichte (13, BR 2006)

1. Der Versailler Frieden und seine Folgen für Europa; 2. Von Weimar nach Potsdam – Deutschland in der 1. Hälfte des 20. Jahrhunderts; 3. Die deutsche Teilung 1945 – 1989; 4. Das vereinte Deutschland; 5. Die Europäische Einigung 1945 bis heute; 6. Verbrechen gegen die Menschlichkeit – Dimensionen des Völkermords; 7. Im Schatten der Atombombe – Kalter Krieg und Ost-West-Konflikt; 8. Die Vereinten Nationen – Vision und Wirklichkeit; 9. Pulverfass Naher Osten – Israel – Palästina – Ölstaaten; 10. Terrorismus – Die neue Form des Krieges; 11. Giganten in Fernost – Japan und China im Aufschwung; 12. Globalisierung – Weltmarkt zwischen Arm und Reich; 13. Der geschundene Planet im 20. Jahrhundert
- Sozialkunde (13, BR 2005)

1. Recht und Freiheit durch Teilung der Gewalten; 2. Die Qual der Wahl: Spielregeln der Demokratie; 3. Gemeinsam stark: Auf dem Weg zur Bürgergesellschaft; 4. Information oder Leben aus zweiter Hand: Medien und Öffentlichkeit; 5. Kern der Gesellschaft – Die Familie; 6. Glückssache Lernen: Bildung und Chancen; 7. Haben oder Sein – Die Zukunft der Arbeit; 8. Maschen oder Löcher – Das soziale Netz; 9. Grenzenlos – Das neue Europa; 10. Vernetzung und Verstrickung – Globalisierung; 11. Eine Welt – UNO-Arbeit konkret; 12. Krieg oder Frieden: Macht, Glaube, Weltethos; 13. Der Blaue Planet – Von der Schöpfung zur Abschöpfung
- Psychologie (13, mit Volker Matthies, BR)[22]

1. Einführung in die Psychologie; 2. Wahrnehmung und Handlungssteuerung; 3. Lernen und Gedächtnis; 4. Denken und Problemlösen; 5. Motivation und Emotion; 6. Persönlichkeitspsychologie; 7. Gruppe, Konflikt, Mobbing; 8. Sprache und Kommunikation; 9. Entwicklungspsychologie; 10. Pädagogische Psychologie; 11. Klinische Psychologie; 12. Personalauswahl und Rechtspsychologie; 13. Markt-, Werbe- und Konsumentenpsychologie
- frühere Folgen mit Gabriele Garsoffky (WDR 1989)

- Wirtschaft (insgesamt 20)

- Volkswirtschaftslehre (13, mit Tobias Ranzinger, BR 2001)

1. Die Volkswirtschaft in Zahlen; 2. Der Markt – Treffpunkt von Angebot und Nachfrage; 3. Der Wirtschaftskreislauf; 4. Das Volkseinkommen und seine Verteilung; 5. Der Staat; 6. Die Soziale Marktwirtschaft; 7. Grundtatsachen der Konjunktur; 8. Wirtschaftspolitische Zielsetzungen; 9. Ökonomie und Ökologie; 10. Wettbewerb und Konzentration; 11. Arbeitsmarktpolitik; 12. Geldwert und Preisstabilität; 13. Außenwirtschaft
- frühere Folgen mit Jörg Cossardt (WDR 1986; Rede und Gegenrede mit Olaf Ploetz und Richard Rogler)

- Betriebswirtschaftslehre (7, mit Daniela Worel, BR 2001)

1. Der Alltag eines Unternehmers; 2. Unternehmenspolitik und Unternehmensführung; 3. Visionen – Ziele – Strategien; 4. Konstitutive Unternehmensentscheidungen; 5. Betriebliche Funktionen; 6. Betriebliches Rechnungswesen; 7. Controlling
- frühere Folgen (Betriebswirtschaftslehre und betriebliches Rechnungswesen) mit Wolfgang Weber (WDR)

### Mathematisch/naturwissenschaftlich/technisch
- Biologie (13, mit Julia Fischer, BR 2006)

1. Ökologie; 2. Das Nervensystem; 3. Das Gehirn; 4. Hormone; 5. Wovon wir leben; 6. Der Weg der Nahrung; 7. Das Immunsystem; 8. Grundlagen der Genetik; 9. Humangenetik; 10. Grundlagen der Gentechnik; 11. Anwendungen der Gentechnik; 12. Evolution und Sexualität; 13. Ökosysteme im Wandel
- frühere Folgen mit Helmut Pfleger (BR)

- Chemie (13,[23] mit Victor Pichlmayr,[24] BR)

1. Atommodelle; 2. Atombau und Periodensystem; 3. Stoffe mit Elektronenpaarbindung; 4. Polare Moleküle; 5. Ionenverbindungen; 6. Reaktionsgeschwindigkeit; 7. Chemisches Gleichgewicht; 8. Beeinflussung chemischer Reaktionen; 9. Säuren und Basen; 10. Protolyse-Reaktionen; 11. Redoxreaktionen; 12. Elektrochemische Zellen; 13. Elektrolytische Reaktionen
- Chemie für Biologie (7, mit Helmut Pfleger, BR)

1. Chemische Elemente; 2. Chemische Verbindungen; 3. Säuren und Basen; 4. Redoxreaktionen; 5. Systematik organischer Stoffe; 6. Kondensationsreaktionen; 7. Ablauf chemischer Reaktionen
- Mathematik (insgesamt 39)

- Algebra/Vektorenrechnung (13, mit Heinz Gascha, BR 2008)

Algebra: 1. Behandlung mathematischer Probleme; 2. Lösungsverfahren für lineare Gleichungssysteme; 3. Entwicklung von Lösungsstrategien; 4. Quadratische Gleichungen; 5. Quadratische Funktionen; 6. Anwendungen quadratischer Funktionen
Vektorenrechnung: 1. Der Begriff des Vektors; 2. Rechenoperationen bei Vektoren; 3. Geraden im Raum; 4. Ebenen im Raum; 5. Vektoren – Kreuzprodukt; 6. Vektoren – Ebenengleichung in der Normalform; 7. Vektoren – Berechnung von Flächen und Volumina
- Differentialrechnung/Integralrechnung (13, mit Heinz Gascha (1–5) und Eberhard Weiß, SWF 1981 (6–13))

Differentialrechnung: 1. Das Tangentenproblem; 2. Die Grenzwerte bei Funktionen; 3. Grundableitungsregel; 4. Ableitungsfunktion in Anwendungen; 5. Stetigkeit und Differenzierbarkeit; 6. Ableitungsregeln; 7. Kettenregel; 8. Kurvendiskussion 1; 9. Kurvendiskussion 2; 10. Extremwertaufgaben 1; 11. Extremwertaufgaben 2
Integralrechnung: 1. Einführung in die Integralrechnung; 2. Die Integralfunktion
- Integralrechnung/Statistik/Stochastik (13, mit Eberhard Weiß (1–7) und Heinz Gascha (8–13))

Integralrechnung: 3. Wachstumsgeschwindigkeit; 4. Exponential- und Logarithmen-Funktionen; 5. Anwendungen der Integralrechnung; 6. Flächen zwischen Graphen; 7. Integrationsregeln; 8. Die Integralformel; 9. Hauptsatz der Differential- und Integralrechnung
Statistik/Stochastik: 1. Datenerhebung / graphische Darstellungsform; 2. Lagemaße - Arithmetisches Mittel; 3. Mittlere Abweichung und Normalverteilung; 4. Zufallsexperimente; 5. Häufigkeit und Wahrscheinlichkeit; 6. Hypothesentest
- frühere Folgen mit Ludwig Graf und Thorsten Lorenz (SWF)

- Physik (insgesamt 39)

- Mechanik (13, mit Ingolf Baur, SWF 1995)

1. Alles in Bewegung; 2. Alles bewegt sich – aber wohin? 3. Alles immer schneller; 4. Stop and Go; 5. Alles fällt nach unten; 6. Die Masse macht’s; 7. Bewegung braucht Kraft; 8. Arbeit schafft Energie; 9. Arbeit macht mobil; 10. Energie – ganz schön spannend; 11. Kräftige Drehung; 12. Planetenbewegung und Gravitation; 13. Gravitationsfeld und -potenzial
- Elektrizität (13, mit Victor Pichlmayr, BR ca. 1970)

1. Elektrische Ladung; 2. Elektrisches Feld; 3. Elektrische Spannung; 4. Elektrischer Strom; 5. Elektrische Arbeit und Leistung; 6. Verzweigter Stromkreis; 7. Elektromagnetismus; 8. Kraft auf bewegte Ladungen; 9. Elektromagnetische Induktion; 10. Wechselspannung; 11. Wechselstromkreis; 12. Mechanische und elektrische Schwingungen; 13. Ungedämpfte Schwingungen
- früher auch: Atomphysik (13, mit Ingolf Baur, SWF 1995)

- Informatik/Technologie (insgesamt 13)
  - Informatik (6, mit Christa Ott, BR 2003)

1. Tabellenkalkulation 1. Grundlagen; 2. Tabellenkalkulation 2. Funktionen und Grafik; 3. Tabellenkalkulation 3. Spezielle Funktionen; 4. Datenbanken 1. Grundlagen und Tabellen; 5. Datenbanken 2. Abfragen; 6. Datenbanken 3. Formulare und Berichte
- Technologie (7, mit Hermann Deger, BR 2003)

1. Energieumwandlungen; 2. Thermodynamische Systeme; 3. Kraftwerke; 4. Optimierter Energieeinsatz; 5. Digitaltechnik; 6. Mikrocomputertechnik; 7. Regelungstechnik

### Fremdsprachlich
- Englisch
  - Fast Track English (39)
    - Fast Track English (26)
    - Fast Track English – The  Business World (13)

  - America – People and Places (13)
- Französisch (insgesamt 52)
  - Bon Courage (39, mit Anouk Charlier, BR 1991)
  - C’est ça, la vie (13 Folgen der ersten Staffel)

#### Trivia
- Etwa zeitgleich mit dem Telekolleg begannen die fremdsprachigen Aktualitätensendungen News of the week (1968;[25] 1991 This week; 1994 Step in; beendet 1998) und Actualités (1970;[26] 1994 Clin d'œil; beendet 1998).
- Loriot veröffentlichte 1972 mit dem Sketch Deutsch für Ausländer eine Parodie auf das Sprachkursangebot des Telekollegs.

Siehe auch Kategorie:Sprachkurs (Fernsehen)

### Grundkurse
Für die Fächer Deutsch, Mathematik und Englisch gibt einen jeweils 15-teiligen Grundkurs.
Diese insgesamt 45 Sendungen entsprechen dem oben erwähnten Telekolleg-Vorkurs. Eine Sendung dauert jeweils etwa 30 Minuten.
Die einzelnen Folgen:
- Grundkurs Deutsch (mit Marc Sauber und Carolin Nyhuis)

1. Zwischenmenschliche Kommunikation; 2. Recherchieren; 3. Mediennutzung;
4. Besser reden; 5. Formulieren und mitreden; 6. Texte beurteilen;
7. Lesen und verstehen; 8. Lesen verstehen, zusammenfassen; 9. Texte analysieren und verarbeiten;
10. Erörtern; 11. Grammatik und Rechtschreibung; 12. Prosatexte untersuchen;
13. Eine gute Geschichte; 14. Literatur und Liebe; 15. Literatur und die Welt da draußen
- Grundkurs Mathematik (mit Heinz Gascha)

1. Mengen, Schnittmengen, Zahlengerade; 2. Terme und Termumformungen; 3. Multiplikation von Summen;
4. Gleichungen und Ungleichungen; 5. Lineare Gleichungssysteme; 6. Proportionalitäten;
7. Relationen und lineare Funktionen; 8. Die reellen Zahlen; 9. Quadratische Funktionen;
10. Schnittmengen von linearen und quadratischen Funktionen; 11. Sätze am rechtwinkligen Dreieck; 12. Sinus-, Kosinus- und Tangensfunktion
13. Winkelfunktionen im rechtwinkligen Dreieck; 14. Sinussatz; 15. Kosinussatz
- Grundkurs Englisch (mit Carolyn Nyhuis und Eric Gladhart)

1. The Barbecue – Meet and Meat; 2. The Moving – A Real Real Estate; 3. The Installation – Operating the System;
4. The Weekend – Stand up for Comedy; 5. The Guide – Tourists Happen; 6. The Museum – Art of Pleasure;
7. The Trip – To Check It out and to Check in; 8. The Car Rental – Something to Rant about; 9. The Shopping – Fleeing from the Flea Market;
10. The Walk – On the Road to Success; 11. The Tour – Follow the Red Line; 12. The Dream – The Food and the Sea;
13. The Player – Sports and More; 14. The Welcome – Home Sweet Home; 15. The Return – Once upon a Time